# Kożuchów
Kożuchów là một thị trấn thuộc huyện Nowosolski, tỉnh Lubuskie ở tây Ba Lan. Thị trấn có diện tích 6 km². Đến ngày 1 tháng 1 năm 2011, dân số của thị trấn là 9537 người và mật độ 1606 người/km².